# Liste der Drachenlanzeromane
Die Welt der Drachenlanze (im US-Original Dragonlance) ist eine auf dem Rollenspiel Dungeons & Dragons basierende, seit 1984 erscheinende Reihe von Romanen und Kurzgeschichten, die unter der Regie des US-amerikanischen Verlags TSR (heute Wizards of the Coast) herausgegeben werden. 
Die beiden ursprünglichen Autoren der Romane, Margaret Weis und Tracy Hickman, die auch Verfasser der sogenannten Hauptlinie der Serie sind, haben nur noch begrenzt Einfluss auf die Entwicklung der Welt. 
Stand November 2024 gibt es (nach alter Zählweise) 81 deutschsprachige Romane der Drachenlanze-Reihe. Die (bislang) zuletzt übersetzte Buchreihe ist die 2024 veröffentlichte Reihe „Das Schicksal der Drachenlanze“. Zuvor wurde seit 2008 kein Roman mehr ins deutsche übersetzt. 
Zu beachten ist, dass in den Jahren 2003 bis 2007 einige Bände neu aufgelegt und zusammengefügt wurden, um dem US-Original zu entsprechen. Gerade zu Beginn der Übersetzungen, Ende der 80er Jahre, wurden seitens des deutschen Verlages die US-Original-Bände in 2 Taschenbücher gesplittet. So erschien die ursprüngliche Trilogie „The Chronicles Triology“  in den USA in 3 Bänden, in Deutschland wurde diese Buchreihe unter „Die Chronik der Drachenlanze“ in 6 Büchern veröffentlicht.  
Eine neue Trilogie der Ursprungsautoren Margaret Weis und Tracy Hickmann wurde 2019 angekündigt, allerdings wurde diese von Wizards of the Coast 2020 gestoppt. Gegen diesen Stopp haben Margaret Weis und Tracy Hickman am 16. Oktober 2020 eine Klage eingereicht. Die Klage wurde von den beiden Autoren inzwischen fallengelassen, und der erste Band der neuen Trilogie wurde am 2. August 2022 unter dem Namen „Dragonlance Destinies 1: Dragons of Deceit“ im englischen Original Veröffentlicht. Der zweite Band, „Dragonlance Destinies 2: Dragons of Fate“, erschien im August 2023. Teil 3, „Dragonlance Destinies 3: Dragons of Eternity“, erschien im August 2024. Im Deutschen wird diese neue Reihe unter dem Titel „Das Schicksal der Drachenlanze“ veröffentlicht. Band 1 ist als „Drachen des Verrats“ für September 2024 Veröffentlicht worden, Band 2, "Drachen der Vorsehung" erschien im November 2024. Zu Band 3 gibts es bislang noch keinen deutschen Namen sowie kein Veröffentlichungsdatum. 

## Romane und Taschenbücher
Es folgt eine Übersicht der bislang (stand November 2024) veröffentlichten Drachenlanzeromane, sowohl im englischen Original als auch die deutschen Übersetzungen, soweit vorhanden. 
Die angegebene Lesereihenfolge (*LR) ist eine Empfehlung – die genaue Lesereihenfolge der Romane ist nicht definiert und ist abhängig davon, wie tief man in diese Romanwelt eintauchen möchte.
| Reihe (DE)                                | Nr.              | Titel (DE)                                         | Reihe (US)                                  | Titel (US)                                                | Autor(en)                                                          | Veröffentlichung | ISBN (US)        | *LR              | Bemerkungen |
| Übersetzte Werke                          | Übersetzte Werke | Übersetzte Werke                                   | Übersetzte Werke                            | Übersetzte Werke                                          | Übersetzte Werke                                                   | Übersetzte Werke | Übersetzte Werke | Übersetzte Werke | Übersetzte Werke |
| ----------------------------------------- | ---------------- | -------------------------------------------------- | ------------------------------------------- | --------------------------------------------------------- | ------------------------------------------------------------------ | ---------------- | ---------------- | ---------------- | --- |
| Die Chronik der Drachenlanze              | 1                | Drachenzwielicht                                   | The Chronicles                              | Dragons of Autumn Twilight                                | Margaret Weis & Tracy Hickman                                      | 1984-11          | 0-88038-173-6    | 1                | Die Bände wurden 2003 neu aufgelegt als: Die Chronik der Drachenlanze 1+2. Blanvalet, ISBN 3-442-24245-2 |
| Die Chronik der Drachenlanze              | 2                | Drachenjäger                                       | The Chronicles                              | Dragons of Autumn Twilight                                | Margaret Weis & Tracy Hickman                                      | 1984-11          | 0-88038-173-6    | 2                | Die Bände wurden 2003 neu aufgelegt als: Die Chronik der Drachenlanze 1+2. Blanvalet, ISBN 3-442-24245-2 |
| Die Chronik der Drachenlanze              | 3                | Drachenwinter                                      | The Chronicles                              | Dragons of Winter Night                                   | Margaret Weis & Tracy Hickman                                      | 1985-04          | 0-88038-174-4    | 3                | Die Bände wurden 2003 neu aufgelegt als: Die Chronik der Drachenlanze 3+4. Blanvalet, ISBN 3-442-24248-7 |
| Die Chronik der Drachenlanze              | 4                | Drachenzauber                                      | The Chronicles                              | Dragons of Winter Night                                   | Margaret Weis & Tracy Hickman                                      | 1985-04          | 0-88038-174-4    | 4                | Die Bände wurden 2003 neu aufgelegt als: Die Chronik der Drachenlanze 3+4. Blanvalet, ISBN 3-442-24248-7 |
| Die Chronik der Drachenlanze              | 5                | Drachenkrieg                                       | The Chronicles                              | Dragons of Spring Dawning                                 | Margaret Weis & Tracy Hickman                                      | 1985-11          | 0-88038-175-2    | 5                | Die Bände wurden 2003 neu aufgelegt als: Die Chronik der Drachenlanze 5+6. Blanvalet, ISBN 3-442-24250-9 |
| Die Chronik der Drachenlanze              | 6                | Drachendämmerung                                   | The Chronicles                              | Dragons of Spring Dawning                                 | Margaret Weis & Tracy Hickman                                      | 1985-11          | 0-88038-175-2    | 6                | Die Bände wurden 2003 neu aufgelegt als: Die Chronik der Drachenlanze 5+6. Blanvalet, ISBN 3-442-24250-9 |
| Die Legenden der Drachenlanze             | 1                | Die Brüder                                         | Dragonlance Legends                         | Time of the Twins                                         | Margaret Weis & Tracy Hickman                                      | 1986-02          | 0-7869-1804-7    | 7                | Die Bände wurden 2003 und 2004 neu aufgelegt als: Die Legenden der Drachenlanze 1+2. Blanvalet 2003, ISBN 3-442-24266-5 |
| Die Legenden der Drachenlanze             | 2                | Die Stadt der Göttin                               | Dragonlance Legends                         | Time of the Twins                                         | Margaret Weis & Tracy Hickman                                      | 1986-02          | 0-7869-1804-7    | 8                | Die Bände wurden 2003 und 2004 neu aufgelegt als: Die Legenden der Drachenlanze 1+2. Blanvalet 2003, ISBN 3-442-24266-5 |
| Die Legenden der Drachenlanze             | 3                | Der Krieg der Brüder                               | Dragonlance Legends                         | War of the Twins                                          | Margaret Weis & Tracy Hickman                                      | 1986-05          | 0-7869-1805-5    | 9                | Die Bände wurden 2003 und 2004 neu aufgelegt als: Die Legenden der Drachenlanze 3+4. Blanvalet 2004, ISBN 3-442-24269-X |
| Die Legenden der Drachenlanze             | 4                | Die Königin der Finsternis                         | Dragonlance Legends                         | War of the Twins                                          | Margaret Weis & Tracy Hickman                                      | 1986-05          | 0-7869-1805-5    | 10               | Die Bände wurden 2003 und 2004 neu aufgelegt als: Die Legenden der Drachenlanze 3+4. Blanvalet 2004, ISBN 3-442-24269-X |
| Die Legenden der Drachenlanze             | 5                | Der Hammer der Götte                               | Dragonlance Legends                         | Test of the Twins                                         | Margaret Weis & Tracy Hickman                                      | 1986-08          | 0-7869-1806-3    | 11               | Die Bände wurden 2003 und 2004 neu aufgelegt als: Die Legenden der Drachenlanze 5+6. Goldmann 2004, ISBN 3-442-24274-6 |
| Die Legenden der Drachenlanze             | 6                | Caramons Rückkehr                                  | Dragonlance Legends                         | Test of the Twins                                         | Margaret Weis & Tracy Hickman                                      | 1986-08          | 0-7869-1806-3    | 12               | Die Bände wurden 2003 und 2004 neu aufgelegt als: Die Legenden der Drachenlanze 5+6. Goldmann 2004, ISBN 3-442-24274-6 |
| Die Geschichte der Drachenlanze           | 1                | Die Zitadelle des Magus                            | Tales (I)                                   | The Magic of Krynn                                        | diverse                                                            | 1987-03          | 0-88038-454-9    | 13               | |
| Die Geschichte der Drachenlanze           | 2                | Der Magische Turm                                  | Tales (I)                                   | The Magic of Krynn                                        | diverse                                                            | 1987-03          | 0-88038-454-9    | 14               | |
| Die Geschichte der Drachenlanze           | 3                | Die Jagd des Toede                                 | Tales (I)                                   | Kender, Gully Dwarves, and Gnomes                         | diverse                                                            | 1987-08          | 0-88038-382-8    | 15               | |
| Die Geschichte der Drachenlanze           | 4                | Der Zauber des Palin                               | Tales (I)                                   | Kender, Gully Dwarves, and Gnomes                         | diverse                                                            | 1987-08          | 0-88038-382-8    | 16               | |
| Die Geschichte der Drachenlanze           | 5                | Der edle Ritter                                    | Tales (I)                                   | Love and War                                              | diverse                                                            | 1987-11          | 0-88038-519-7    | 17               | |
| Die Geschichte der Drachenlanze           | 6                | Raistlins Tochter                                  | Tales (I)                                   | Love and War                                              | diverse                                                            | 1987-11          | 0-88038-519-7    | 18               | |
| Das Heldenlied der Drachenlanze           | 1                | Das Ehrenwort                                      | Heroes                                      | The Legend of Huma                                        | Richard A. Knaak                                                   | 1988-03          | 0-88038-548-0    | 19               | |
| Das Heldenlied der Drachenlanze           | 2                | Verrat unter Rittern                               | Heroes                                      | The Legend of Huma                                        | Richard A. Knaak                                                   | 1988-03          | 0-88038-548-0    | 20               | |
| Das Heldenlied der Drachenlanze           | 3                | Das Schwert des Königs                             | Heroes                                      | Stormblade                                                | Nancy Varian Berberick                                             | 1988-08          | 0-88038-597-9    | 21               | |
| Das Heldenlied der Drachenlanze           | 4                | Heldenblut                                         | Heroes                                      | Stormblade                                                | Nancy Varian Berberick                                             | 1988-08          | 0-88038-597-9    | 22               | |
| Das Heldenlied der Drachenlanze           | 5                | Unter dunklen Sternen                              | Heroes                                      | Weasel's Luck                                             | Michael Williams                                                   | 1988-12          | 0-7869-3181-7    | 23               | |
| Das Heldenlied der Drachenlanze           | 6                | Die Stunde des Skorpions                           | Heroes                                      | Weasel's Luck                                             | Michael Williams                                                   | 1988-12          | 0-7869-3181-7    | 24               | |
| Der Bund der Drachenlanze                 | 1                | Ungleiche Freunde                                  | Meetings Sextet                             | Kindred Spirits                                           | Mark Anthony & Ellen Porath                                        | 1991-04          | 1-56076-069-9    | 25               | |
| Der Bund der Drachenlanze                 | 2                | Die Erben der Stimme                               | Meetings Sextet                             | Kindred Spirits                                           | Mark Anthony & Ellen Porath                                        | 1991-04          | 1-56076-069-9    | 26               | |
| Der Bund der Drachenlanze                 | 3                | Die Stunde der Diebe                               | Meetings Sextet                             | Wanderlust                                                | Mary Kirchoff & Steve Winter                                       | 1991-09          | 1-56076-115-6    | 27               | |
| Der Bund der Drachenlanze                 | 4                | Finstere Pläne                                     | Meetings Sextet                             | Wanderlust                                                | Mary Kirchoff & Steve Winter                                       | 1991-09          | 1-56076-115-6    | 28               | |
| Der Bund der Drachenlanze                 | 5                | Das Mädchen mit dem Schwert                        | Meetings Sextet                             | Dark Heart                                                | Tina Daniell                                                       | 1992-02          | 1-56076-116-4    | 29               | |
| Der Bund der Drachenlanze                 | 6                | Verspätete Rache                                   | Meetings Sextet                             | Dark Heart                                                | Tina Daniell                                                       | 1992-02          | 1-56076-116-4    | 30               | |
| Der Bund der Drachenlanze                 | 7                | Schattenreiter                                     | Meetings Sextet                             | The Oath and the Measure                                  | Michael Williams                                                   | 1992-05          | 1-56076-336-1    | 31               | |
| Der Bund der Drachenlanze                 | 8                | Das Siegel des Verräters                           | Meetings Sextet                             | The Oath and the Measure                                  | Michael Williams                                                   | 1992-05          | 1-56076-336-1    | 32               | |
| Der Bund der Drachenlanze                 | 9                | Stahl und Stein                                    | Meetings Sextet                             | Steel and Stone                                           | Ellen Porath                                                       | 1992-09          | 1-56076-339-6    | 33               | |
| Der Bund der Drachenlanze                 | 10               | Das Schloß im Eis                                  | Meetings Sextet                             | Steel and Stone                                           | Ellen Porath                                                       | 1992-09          | 1-56076-339-6    | 34               | |
| Der Bund der Drachenlanze                 | 11               | Der Zauber des Dunkels                             | Meetings Sextet                             | The Companions                                            | Tina Daniell                                                       | 1993-01          | 1-56076-340-X    | 35               | |
| Der Bund der Drachenlanze                 | 12               | Die Jäger der Wüste                                | Meetings Sextet                             | The Companions                                            | Tina Daniell                                                       | 1993-01          | 1-56076-340-X    | 36               | |
| Die Krieger der Drachenlanze              | 1                | Der Dieb der Zauberkraft                           | The Warriors                                | Knights of the Crown                                      | Roland J. Green                                                    | 1995-01          | 0-7869-0108-X    | 37               | |
| Die Krieger der Drachenlanze              | 2                | Die Ritter der Krone                               | The Warriors                                | Knights of the Crown                                      | Roland J. Green                                                    | 1995-01          | 0-7869-0108-X    | 38               | |
| Die Krieger der Drachenlanze              | 3                | Verhängnisvolle Fahrt                              | The Warriors                                | Maquesta Kar-Thon                                         | Tina Daniell                                                       | 1995-07          | 0-7869-0134-9    | 39               | |
| Die Krieger der Drachenlanze              | 4                | Tödliche Beute                                     | The Warriors                                | Maquesta Kar-Thon                                         | Tina Daniell                                                       | 1995-07          | 0-7869-0134-9    | 40               | |
| Die Krieger der Drachenlanze              | 5                | Die Ehre des Minotaurus                            | The Warriors                                | Knights of the Sword                                      | Roland J. Green                                                    | 1995-12          | 0-7869-0202-7    | 41               | |
| Die Krieger der Drachenlanze              | 6                | Die Ritter des Schwerts                            | The Warriors                                | Knights of the Sword                                      | Roland J. Green                                                    | 1995-12          | 0-7869-0202-7    | 42               | |
| Die Krieger der Drachenlanze              | 7                | Theros Eisenfeld                                   | The Warriors                                | Theros Ironfeld                                           | Don Perrin                                                         | 1996-03          | 0-7869-0481-5    | 43               | |
| Die Krieger der Drachenlanze              | 8                | Der Lanzenschmied                                  | The Warriors                                | Theros Ironfeld                                           | Don Perrin                                                         | 1996-03          | 0-7869-0481-5    | 44               | |
| Die Krieger der Drachenlanze              | 9                | Diebesglück                                        | The Warriors                                | Knights of the Rose                                       | Roland J. Green                                                    | 1996-07          | 0-7869-0502-6    | 45               | |
| Die Krieger der Drachenlanze              | 10               | Die Ritter der Rose                                | The Warriors                                | Knights of the Rose                                       | Roland J. Green                                                    | 1996-07          | 0-7869-0502-6    | 46               | |
| Der Zauberer der Drachenlanze             | 1                | Die Zauberprüfung                                  | The Raistlin Chronicles                     | The Soulforge                                             | Margaret Weis                                                      | 1998-01          | 0-7869-1314-2    | 47               | |
| Der Zauberer der Drachenlanze             | 2                | Der Zorn des Drachen                               | The Raistlin Chronicles                     | Brothers in Arms                                          | Don Perrin & Margaret Weis                                         | 1999-08          | 0-7869-1429-7    | 48               | |
| Die verlorenen Chroniken der Drachenlanze | 1                | Das Reich der Zwerge                               | The Chronicles: The Lost Chronicles Trilogy | Dragons of the Dwarven Depths                             | Margaret Weis & Tracy Hickman                                      | 2006-07          | 0-7869-4099-9    | 49               | |
| Die verlorenen Chroniken der Drachenlanze | 2                | Die Macht der Drachenlords                         | The Chronicles: The Lost Chronicles Trilogy | Dragons of the Highlord Skies                             | Margaret Weis & Tracy Hickman                                      | 2007-07          | 0-7869-4860-4    | 50               | |
| Die verlorenen Chroniken der Drachenlanze | 3                | Der Magier mit den Stundenglasaugen                | The Chronicles: The Lost Chronicles Trilogy | Dragons of the Hourglass Mage                             | Margaret Weis & Tracy Hickman                                      | 2009-08          | 0-7869-4916-8    | 51               | |
|                                           |                  | Die Neue Generation                                | The Chronicles: The Second Generation       | The Second Generation                                     | Margaret Weis & Tracy Hickman                                      | 1995-02          | 0-7869-2694-5    | 52               | Die deutschsprachigen Bände 3 & 4, die im englischen Original nicht zur Reihe Chaos War gehören (O: Kang's Regiment), wurden für die deutsche Übersetzung jedoch in die Reihe Die Erben der Drachenlanze integriert. In den gängigen Lesereihenfolgen wird hier noch das Buch Die neue Generation als Prequel dieser Reihe aufgeführt, da hier einige der Hauptcharaktere des Chaoskrieges bereits knapp 4 Jahre vor den Geschehnissen des ersten Bandes vorstellt werden. |
| Die Erben der Drachenlanze                | 1                | Drachensommer                                      | The Chronicles: The Second Generation       | Dragons of Summer Flame                                   | Margaret Weis & Tracy Hickman                                      | 1995-11          | 0-7869-2708-9    | 53               | Die deutschsprachigen Bände 3 & 4, die im englischen Original nicht zur Reihe Chaos War gehören (O: Kang's Regiment), wurden für die deutsche Übersetzung jedoch in die Reihe Die Erben der Drachenlanze integriert. In den gängigen Lesereihenfolgen wird hier noch das Buch Die neue Generation als Prequel dieser Reihe aufgeführt, da hier einige der Hauptcharaktere des Chaoskrieges bereits knapp 4 Jahre vor den Geschehnissen des ersten Bandes vorstellt werden. |
| Die Erben der Drachenlanze                | 2                | Drachenfeuer                                       | The Chronicles: The Second Generation       | Dragons of Summer Flame                                   | Margaret Weis & Tracy Hickman                                      | 1995-11          | 0-7869-2708-9    | 54               | Die deutschsprachigen Bände 3 & 4, die im englischen Original nicht zur Reihe Chaos War gehören (O: Kang's Regiment), wurden für die deutsche Übersetzung jedoch in die Reihe Die Erben der Drachenlanze integriert. In den gängigen Lesereihenfolgen wird hier noch das Buch Die neue Generation als Prequel dieser Reihe aufgeführt, da hier einige der Hauptcharaktere des Chaoskrieges bereits knapp 4 Jahre vor den Geschehnissen des ersten Bandes vorstellt werden. |
| Die Erben der Drachenlanze                | 3                | Drachennest                                        | Kang's Regiment                             | The Doom Brigade                                          | Don Perrin & Margaret Weis                                         | 1996-11          | 0-7869-0785-1    | 55               | Die deutschsprachigen Bände 3 & 4, die im englischen Original nicht zur Reihe Chaos War gehören (O: Kang's Regiment), wurden für die deutsche Übersetzung jedoch in die Reihe Die Erben der Drachenlanze integriert. In den gängigen Lesereihenfolgen wird hier noch das Buch Die neue Generation als Prequel dieser Reihe aufgeführt, da hier einige der Hauptcharaktere des Chaoskrieges bereits knapp 4 Jahre vor den Geschehnissen des ersten Bandes vorstellt werden. |
| Die Erben der Drachenlanze                | 4                | Die Grube der Feuerdrachen                         | Kang's Regiment                             | The Doom Brigade                                          | Don Perrin & Margaret Weis                                         | 1996-11          | 0-7869-0785-1    | 56               | Die deutschsprachigen Bände 3 & 4, die im englischen Original nicht zur Reihe Chaos War gehören (O: Kang's Regiment), wurden für die deutsche Übersetzung jedoch in die Reihe Die Erben der Drachenlanze integriert. In den gängigen Lesereihenfolgen wird hier noch das Buch Die neue Generation als Prequel dieser Reihe aufgeführt, da hier einige der Hauptcharaktere des Chaoskrieges bereits knapp 4 Jahre vor den Geschehnissen des ersten Bandes vorstellt werden. |
| Die Erben der Drachenlanze                | 5                | Der letzte Getreue                                 | Chaos War                                   | The Last Thane                                            | Douglas Niles                                                      | 1998-06          | 0-7869-1172-7    | 57               | Die deutschsprachigen Bände 3 & 4, die im englischen Original nicht zur Reihe Chaos War gehören (O: Kang's Regiment), wurden für die deutsche Übersetzung jedoch in die Reihe Die Erben der Drachenlanze integriert. In den gängigen Lesereihenfolgen wird hier noch das Buch Die neue Generation als Prequel dieser Reihe aufgeführt, da hier einige der Hauptcharaktere des Chaoskrieges bereits knapp 4 Jahre vor den Geschehnissen des ersten Bandes vorstellt werden. |
| Die Erben der Drachenlanze                | 6                | Der Marionettenkönig                               | Chaos War                                   | The Puppet King                                           | Douglas Niles                                                      | 1999-02          | 0-7869-1324-4    | 58               | Die deutschsprachigen Bände 3 & 4, die im englischen Original nicht zur Reihe Chaos War gehören (O: Kang's Regiment), wurden für die deutsche Übersetzung jedoch in die Reihe Die Erben der Drachenlanze integriert. In den gängigen Lesereihenfolgen wird hier noch das Buch Die neue Generation als Prequel dieser Reihe aufgeführt, da hier einige der Hauptcharaktere des Chaoskrieges bereits knapp 4 Jahre vor den Geschehnissen des ersten Bandes vorstellt werden. |
| Die Erben der Drachenlanze                | 7                | Die blinde Priesterin                              | Chaos War                                   | Tears of the Night Sky                                    | Linda P. Baker & Nancy Varian Berberick                            | 1998-10          | 0-7869-1185-9    | 59               | Die deutschsprachigen Bände 3 & 4, die im englischen Original nicht zur Reihe Chaos War gehören (O: Kang's Regiment), wurden für die deutsche Übersetzung jedoch in die Reihe Die Erben der Drachenlanze integriert. In den gängigen Lesereihenfolgen wird hier noch das Buch Die neue Generation als Prequel dieser Reihe aufgeführt, da hier einige der Hauptcharaktere des Chaoskrieges bereits knapp 4 Jahre vor den Geschehnissen des ersten Bandes vorstellt werden. |
| Die Nacht der Drachenlanze                | 1                | Die silbernen Stufen                               | Bridges of Time                             | The Silver Stair                                          | Jean Rabe                                                          | 1999-01          | 0-7869-1315-0    | 62               | Wie schon bei die Erben der Drachenlanze wurden hier mehrere Original-Serien im deutschen zu einer Reihe zusammengefasst, die es in dieser Form nicht im Original gibt. Besonders bei dieser Reihe ist auf die Lesereihenfolge zu achten, da die deutschsprachigen Nummerierungen leider nicht chronologisch erfolgt, gerade bei den Bänden 1–3. |
| Die Nacht der Drachenlanze                | 2                | Auf roten Schwingen                                | Bridges of Time                             | Spirit of the Wind                                        | Chris Pierson                                                      | 1998-07          | 0-7869-1174-3    | 60               | Wie schon bei die Erben der Drachenlanze wurden hier mehrere Original-Serien im deutschen zu einer Reihe zusammengefasst, die es in dieser Form nicht im Original gibt. Besonders bei dieser Reihe ist auf die Lesereihenfolge zu achten, da die deutschsprachigen Nummerierungen leider nicht chronologisch erfolgt, gerade bei den Bänden 1–3. |
| Die Nacht der Drachenlanze                | 3                | Die schwarzen Ritter                               | Bridges of Time                             | Legacy of Steel                                           | Mary H. Herbert                                                    | 1998-11          | 0-7869-1187-5    | 61               | Wie schon bei die Erben der Drachenlanze wurden hier mehrere Original-Serien im deutschen zu einer Reihe zusammengefasst, die es in dieser Form nicht im Original gibt. Besonders bei dieser Reihe ist auf die Lesereihenfolge zu achten, da die deutschsprachigen Nummerierungen leider nicht chronologisch erfolgt, gerade bei den Bänden 1–3. |
| Die Nacht der Drachenlanze                | 4                | Der Sturz der Götter                               | Dhamon Saga/Dragons of a New Age            | The Dawning of a New Age                                  | Jean Rabe                                                          | 1996-            | 0-7869-2842-5    | 63               | Wie schon bei die Erben der Drachenlanze wurden hier mehrere Original-Serien im deutschen zu einer Reihe zusammengefasst, die es in dieser Form nicht im Original gibt. Besonders bei dieser Reihe ist auf die Lesereihenfolge zu achten, da die deutschsprachigen Nummerierungen leider nicht chronologisch erfolgt, gerade bei den Bänden 1–3. |
| Die Nacht der Drachenlanze                | 5                | Der Tag des Sturms                                 | Dhamon Saga/Dragons of a New Age            | The Day of the Tempest                                    | Jean Rabe                                                          | 1997-08          | 0-7869-2857-3    | 64               | Wie schon bei die Erben der Drachenlanze wurden hier mehrere Original-Serien im deutschen zu einer Reihe zusammengefasst, die es in dieser Form nicht im Original gibt. Besonders bei dieser Reihe ist auf die Lesereihenfolge zu achten, da die deutschsprachigen Nummerierungen leider nicht chronologisch erfolgt, gerade bei den Bänden 1–3. |
| Die Nacht der Drachenlanze                | 6                | Die List der Drachen                               | Dhamon Saga/Dragons of a New Age            | The Eve of the Maelstrom                                  | Jean Rabe                                                          | 1998-02          | 0-7869-2860-3    | 65               | Wie schon bei die Erben der Drachenlanze wurden hier mehrere Original-Serien im deutschen zu einer Reihe zusammengefasst, die es in dieser Form nicht im Original gibt. Besonders bei dieser Reihe ist auf die Lesereihenfolge zu achten, da die deutschsprachigen Nummerierungen leider nicht chronologisch erfolgt, gerade bei den Bänden 1–3. |
| Die Nacht der Drachenlanze                | 7                | Sturz ins Ungewisse                                | Dhamon Saga/Dragons of a New Age            | Downfall                                                  | Jean Rabe                                                          | 2001-03          | 0-7869-1814-4    | 66               | Wie schon bei die Erben der Drachenlanze wurden hier mehrere Original-Serien im deutschen zu einer Reihe zusammengefasst, die es in dieser Form nicht im Original gibt. Besonders bei dieser Reihe ist auf die Lesereihenfolge zu achten, da die deutschsprachigen Nummerierungen leider nicht chronologisch erfolgt, gerade bei den Bänden 1–3. |
| Die Nacht der Drachenlanze                | 8                | Der Dorn des Drachen                               | Dhamon Saga/Dragons of a New Age            | Betrayal                                                  | Jean Rabe                                                          | 2002-04          | 0-7869-2718-6    | 67               | Wie schon bei die Erben der Drachenlanze wurden hier mehrere Original-Serien im deutschen zu einer Reihe zusammengefasst, die es in dieser Form nicht im Original gibt. Besonders bei dieser Reihe ist auf die Lesereihenfolge zu achten, da die deutschsprachigen Nummerierungen leider nicht chronologisch erfolgt, gerade bei den Bänden 1–3. |
| Die Nacht der Drachenlanze                | 9                | Die Erlösung                                       | Dhamon Saga/Dragons of a New Age            | Redemption                                                | Jean Rabe                                                          | 2003-10          | 0-7869-3006-3    | 68               | Wie schon bei die Erben der Drachenlanze wurden hier mehrere Original-Serien im deutschen zu einer Reihe zusammengefasst, die es in dieser Form nicht im Original gibt. Besonders bei dieser Reihe ist auf die Lesereihenfolge zu achten, da die deutschsprachigen Nummerierungen leider nicht chronologisch erfolgt, gerade bei den Bänden 1–3. |
| Die Kinder der Drachenlanze               | 1                | Drachensturm                                       | The War of Souls                            | Dragons of a Fallen Sun                                   | Margaret Weis & Tracy Hickman                                      | 2000-04          | 0-7869-1807-1    | 69               | |
| Die Kinder der Drachenlanze               | 2                | Die Drachenkönigin                                 | The War of Souls                            | Dragons of a Fallen Sun                                   | Margaret Weis & Tracy Hickman                                      | 2000-04          | 0-7869-1807-1    | 70               | |
| Die Kinder der Drachenlanze               | 3                | Krieg der Seelen                                   | The War of Souls                            | Dragons of a Lost Star                                    | Margaret Weis & Tracy Hickman                                      | 2001-04          | 0-7869-2706-2    | 71               | |
| Die Kinder der Drachenlanze               | 4                | Der verlorene Stern                                | The War of Souls                            | Dragons of a Lost Star                                    | Margaret Weis & Tracy Hickman                                      | 2001-04          | 0-7869-2706-2    | 72               | |
| Die Kinder der Drachenlanze               | 5                | Die Drachen des verlorenen Mondes                  | The War of Souls                            | Dragons of a Vanished Moon                                | Margaret Weis & Tracy Hickman                                      | 2002-01          | 0-7869-2950-2    | 73               | |
| Die Kinder der Drachenlanze               | 6                | Die Herrin der Dunkelheit                          | The War of Souls                            | Dragons of a Vanished Moon                                | Margaret Weis & Tracy Hickman                                      | 2002-01          | 0-7869-2950-2    | 74               | |
| Die Jünger der Drachenlanze               | 1                | Die Auserwählte                                    | Dark Disciple                               | Amber and Ashes                                           | Margaret Weis                                                      | 2004-08          | 0-7869-3257-0    | 75               | |
| Die Jünger der Drachenlanze               | 2                | Die Gefangene                                      | Dark Disciple                               | Amber and Iron                                            | Margaret Weis                                                      | 2006-02          | 0-7869-3796-3    | 76               | |
| Die Jünger der Drachenlanze               | 3                | Die Sucherin                                       | Dark Disciple                               | Amber and Blood                                           | Margaret Weis                                                      | 2008-05          | 0-7869-5001-3    | 77               | |
| Das Schicksal der Drachenlanze            | 1                | Drachen des Verrats                                | Destinies                                   | Dragons of Deceit                                         | Margaret Weis & Tracy Hickman                                      | 2022-08          | 9781984819321    | 78               | Veröffentlichung in Deutschland: September 2024 |
| Das Schicksal der Drachenlanze            | 2                | Drachen der Vorsehung                              | Destinies                                   | Dragons of Fate                                           | Margaret Weis & Tracy Hickman                                      | 2023-08          | 9781984819383    | 79               | Veröffentlichung in Deutschland: November 2024 |
| Das Schicksal der Drachenlanze            | 3                | Drachen der Ewigkeit                               | Destinies                                   | Dragons of Eternity                                       | Margaret Weis & Tracy Hickman                                      | 2024-08          | 9781984819420    | 80               | Veröffentlichung in Deutschland: Dezember 2025 |
|                                           |                  | Mord in Tarsis                                     | Classics                                    | Murder in Tarsis                                          | John Maddox Roberts                                                | 1999-10          | 0-7869-1587-0    | 81               | |
|                                           |                  | Drachenauge – Storys aus der Welt der Drachenlanze | Dragons Anthologies                         | The Dragons of Chaos                                      | diverse                                                            | 1998-01          | 0-7869-0681-2    | 82               | |
| nicht übersetzte Werke                    |                  |                                                    |                                             |                                                           |                                                                    |                  |                  |                  | |
|                                           |                  |                                                    | Preludes                                    | Darkness and Light                                        | Paul B. Thompson & Tonya Carter Cook                               | 1989-04          | 0-7869-2923-5    |                  | |
|                                           |                  |                                                    | Preludes                                    | Kendermore                                                | Mary Kirchoff                                                      | 1989-08          | 0-7869-2947-2    |                  | |
|                                           |                  |                                                    | Preludes                                    | Brothers Majere                                           | Kevin Stein                                                        | 1989-12          | 0-88038-776-9    |                  | |
|                                           |                  |                                                    | Preludes                                    | Riverwind the Plainsman                                   | Paul B. Thompson & Tonya C. Cook                                   | 1990-01          | 0-7869-3009-8    |                  | |
|                                           |                  |                                                    | Preludes                                    | Flint the King                                            | Mary Kirchoff & Douglas Niles                                      | 1990-05          | 0-7869-3021-7    |                  | |
|                                           |                  |                                                    | Preludes                                    | Tanis, the Shadow Years                                   | Barbara Siegel & Scott Siegel                                      | 1990-11          | 0-7869-3039-X    |                  | |
|                                           |                  |                                                    | Heroes                                      | Kaz the Minotaur                                          | Richard A. Knaak                                                   | 1990-07          | 0-7869-3231-7    |                  | |
|                                           |                  |                                                    | Heroes                                      | The Gates of Thorbardin                                   | Dan Parkinson                                                      | 1990-07          | 0-7869-3254-6    |                  | |
|                                           |                  |                                                    | Heroes                                      | Galen Beknighted                                          | Michael Williams                                                   | 1990-12          | 0-7869-3400-X    |                  | |
|                                           |                  |                                                    | Elven Nations                               | Firstborn                                                 | Paul B. Thompson & Tonya C. Cook                                   | 1991-02          | 1-56076-051-6    |                  | |
|                                           |                  |                                                    | Elven Nations                               | The Kinslayer Wars                                        | Douglas Niles                                                      | 1991-08          | 1-56076-113-X    |                  | |
|                                           |                  |                                                    | Elven Nations                               | The Qualinesti                                            | Paul B. Thompson & Tonya C. Cook                                   | 1991-11          | 1-56076-114-8    |                  | |
|                                           |                  |                                                    | Dwarven Nations                             | The Covenant of the Forge                                 | Dan Parkinson                                                      | 1993-02          | 1-56076-558-5    |                  | |
|                                           |                  |                                                    | Dwarven Nations                             | Hammer and Axe                                            | Dan Parkinson                                                      | 1993-07          | 1-56076-627-1    |                  | |
|                                           |                  |                                                    | Dwarven Nations                             | The Swordsheath Scroll                                    | Dan Parkinson                                                      | 1994-01          | 1-56076-686-7    |                  | |
|                                           |                  |                                                    | Villains                                    | Before the Mask                                           | Michael Williams & Teri Williams                                   | 1993-04          | 1-56076-583-6    |                  | |
|                                           |                  |                                                    | Villains                                    | The Black Wing                                            | Mary Kirchoff                                                      | 1993-09          | 1-56076-650-6    |                  | |
|                                           |                  |                                                    | Villains                                    | Emperor of Ansalon                                        | Douglas Niles                                                      | 1993-12          | 1-56076-680-8    |                  | |
|                                           |                  |                                                    | Villains                                    | Hederick the Theocrat                                     | Ellen Dodge Severson                                               | 1994-02          | 1-56076-817-7    |                  | |
|                                           |                  |                                                    | Villains                                    | Lord Toede                                                | Jeff Grubb                                                         | 1994-07          | 1-56076-870-3    |                  | |
|                                           |                  |                                                    | Villains                                    | The Dark Queen                                            | Michael Williams & Teri Williams                                   | 1994-12          | 1-56076-925-4    |                  | |
|                                           |                  |                                                    | Leaves from the Inn of the Last Home        | Leaves from the Inn of the Last Home                      | Margaret Weis & Tracy Hickman                                      | 1993-11          | 0-88038-465-4    |                  | |
|                                           |                  |                                                    | Leaves from the Inn of the Last Home        | More Leaves from the Inn of the Last Home                 | Margaret Weis & Tracy Hickman                                      | 2000-06          | 0-7869-1516-1    |                  | |
|                                           |                  |                                                    | Leaves from the Inn of the Last Home        | Lost Leaves from the Inn of the Last Home                 | Margaret Weis                                                      | 2007-12          | 1-931567-78-6    |                  | |
|                                           |                  |                                                    | Defenders of Magic                          | Night of the Eye                                          | Mary Kirchoff                                                      | 1994-04          | 1-56076-840-1    |                  | |
|                                           |                  |                                                    | Defenders of Magic                          | The Medusa Plague                                         | Mary Kirchoff                                                      | 1994-10          | 1-56076-905-X    |                  | |
|                                           |                  |                                                    | Defenders of Magic                          | The Seventh Sentinel                                      | Mary Kirchoff                                                      | 1995-08          | 0-7869-0117-9    |                  | |
|                                           |                  |                                                    | Lost Histories                              | The Kagonesti (A Story of the Wild Elves)                 | Douglas Niles                                                      | 1995-01          | 0-7869-0091-1    |                  | |
|                                           |                  |                                                    | Lost Histories                              | The Irda (Children of the Stars)                          | Linda P. Baker                                                     | 1995-06          | 0-7869-0138-1    |                  | |
|                                           |                  |                                                    | Lost Histories                              | The Dargonesti                                            | Paul B. Thompson & Tonya C. Cook                                   | 1995-10          | 0-7869-0182-9    |                  | |
|                                           |                  |                                                    | Lost Histories                              | Land of the Minotaurs                                     | Richard A. Knaak                                                   | 1996-01          | 0-7869-0472-0    |                  | |
|                                           |                  |                                                    | Lost Histories                              | The Gully Dwarves                                         | Dan Parkinson                                                      | 1996-06          | 0-7869-0497-6    |                  | |
|                                           |                  |                                                    | Lost Histories                              | The Dragons                                               | Douglas Niles                                                      | 1996-10          | 0-7869-0513-1    |                  | |
|                                           |                  |                                                    | The Warriors                                | Lord Soth                                                 | Edo Van Belkom                                                     | 1996-12          | 0-7869-0519-0    |                  | |
|                                           |                  |                                                    | The Warriors                                | The Wayward Knights                                       | Roland J. Green                                                    | 1997-10          | 0-7869-0696-0    |                  | |
|                                           |                  |                                                    | Lost Legends                                | Vinas Solamnus                                            | J. Robert King                                                     | 1997-08          | 0-7869-0787-8    |                  | |
|                                           |                  |                                                    | Lost Legends                                | Fistandantilus Reborn                                     | Douglas Niles                                                      | 1997-10          | 0-7869-0708-8    |                  | |
|                                           |                  |                                                    | Lost Legends                                | Tales of Uncle Trapspringer                               | Dixie Lee McKeone                                                  | 1997-11          | 0-7869-0775-5    |                  | |
|                                           |                  |                                                    | Bridges of Time                             | The Rose and the Skull                                    | Jeff Crook                                                         | 1999-03          | 0-7869-1336-3    |                  | |
|                                           |                  |                                                    | Bridges of Time                             | Dezra's Quest                                             | Chris Pierson                                                      | 1999-06          | 0-7869-1368-1    |                  | |
|                                           |                  |                                                    | Chaos War                                   | Reavers of the Blood Sea                                  | Richard A. Knaak                                                   | 1999-05          | 0-7869-1345-2    |                  | |
|                                           |                  |                                                    | Chaos War                                   | The Siege of Mt. Nevermind                                | Fergus Ryan                                                        | 1999-09          | 0-7869-1381-9    |                  | |
|                                           |                  |                                                    | Odyssey of Gilthanas                        | The Odyssey of Gilthanas (Dragonlance Reader's Companion) | Douglas Niles, Stever Miller & Steven (Stan!) Brown                | 1999-07          | 0-7869-1446-7    |                  | |
|                                           |                  |                                                    | The Chronicles                              | The Annotated Chronicles                                  | Margaret Weis & Tracy Hickman                                      | 1999-12          | 0-7869-1870-5    |                  | New edition |
|                                           |                  |                                                    | The Chronicles                              | Dragonlance Chronicles: Special Edition                   | Margaret Weis & Tracy Hickman                                      | 2006-10          | 0-7869-4298-3    |                  | New edition |
|                                           |                  |                                                    | The Chronicles                              | Dragonlance Chronicles Trilogy: A Dragonlance Omnibus     | Margaret Weis & Tracy Hickman                                      | 2010-07          | 0-7869-5553-8    |                  | New edition |
|                                           |                  |                                                    | Classics                                    | Dalamar the Dark                                          | Nancy Varian Berberick                                             | 2000-01          | 0-7869-1565-X    |                  | |
|                                           |                  |                                                    | Classics                                    | The Citadel                                               | Richard A. Knaak                                                   | 2000-08          | 0-7869-1683-4    |                  | |
|                                           |                  |                                                    | Classics                                    | The Inheritance                                           | Nancy Varian Berberick                                             | 2001-05          | 0-7869-1861-6    |                  | |
|                                           |                  |                                                    | Crossroads                                  | The Clandestine Circle                                    | Mary H. Herbert                                                    | 2000-07          | 0-7869-1610-9    |                  | |
|                                           |                  |                                                    | Crossroads                                  | The Thieves' Guild                                        | Jeff Crook                                                         | 2000-12          | 0-7869-1681-8    |                  | |
|                                           |                  |                                                    | Crossroads                                  | Dragon's Bluff                                            | Mary H. Herbert                                                    | 2001-07          | 0-7869-1877-2    |                  | |
|                                           |                  |                                                    | Crossroads                                  | The Dragon Isles                                          | Stephen D. Sullivan                                                | 2002-12          | 0-7869-2827-1    |                  | |
|                                           |                  |                                                    | Crossroads                                  | The Middle of Nowhere                                     | Paul B. Thompson                                                   | 2003-07          | 0-7869-3061-6    |                  | |
|                                           |                  |                                                    | Barbarians                                  | Children of the Plains                                    | Tonya C. Cook & Paul B. Thompson                                   | 2000-09          | 0-7869-1391-6    |                  | |
|                                           |                  |                                                    | Barbarians                                  | Brother of the Dragon                                     | Tonya C. Cook & Paul B. Thompson                                   | 2001-08          | 0-7869-1873-7    |                  | |
|                                           |                  |                                                    | Barbarians                                  | Sister of the Sword                                       | Tonya C. Cook & Paul B. Thompson                                   | 2002-05          | 0-7869-2789-5    |                  | |
|                                           |                  |                                                    | Bertrem's Guide                             | Bertrem's Guide to the Age of Mortals                     | Nancy Varian Berberick, Paul B. Thompson & Steven (Stan!) Brown    | 2000-10          | 0-7869-1437-8    |                  | |
|                                           |                  |                                                    | Kang's Regiment                             | Draconian Measures                                        | Don Perrin & Margaret Weis                                         | 2000-11          | 0-7869-1678-8    |                  | |
|                                           |                  |                                                    | Icewall                                     | The Messenger                                             | Douglas Niles                                                      | 2001-02          | 0-7869-1571-4    |                  | |
|                                           |                  |                                                    | Icewall                                     | The Golden Orb                                            | Douglas Niles                                                      | 2002-02          | 0-7869-2692-9    |                  | |
|                                           |                  |                                                    | Icewall                                     | Winterheim                                                | Douglas Niles                                                      | 2003-01          | 0-7869-2911-1    |                  | |
|                                           |                  |                                                    | Bertrem's Guide                             | Bertrem's Guide to the War of Souls, Volume One           | Jeff Crook, Mary H. Herbert, Nancy Varian Berberick & John Grubber | 2001-09          | 0-7869-1882-9    |                  | |
|                                           |                  |                                                    | Bertrem's Guide                             | Bertrem's Guide to the War of Souls, Volume Two           | Mary H. Herbert, Don Perrin & Steven (Stan!) Brown                 | 2002-11          | 0-7869-2816-6    |                  | |
|                                           |                  |                                                    | Kingpriest                                  | Chosen of the Gods                                        | Chris Pierson                                                      | 2001-11          | 0-7869-1902-7    |                  | |
|                                           |                  |                                                    | Kingpriest                                  | Divine Hammer                                             | Chris Pierson                                                      | 2002-10          | 0-7869-2807-7    |                  | |
|                                           |                  |                                                    | Kingpriest                                  | Sacred Fire                                               | Chris Pierson                                                      | 2003-12          | 0-7869-3036-5    |                  | |
|                                           |                  |                                                    | Age of Mortals                              | Conundrum                                                 | Jeff Crook                                                         | 2001-12          | 0-7869-1949-3    |                  | |
|                                           |                  |                                                    | Age of Mortals                              | The Lioness                                               | Nancy Varian Berberick                                             | 2002-08          | 0-7869-2752-6    |                  | |
|                                           |                  |                                                    | Age of Mortals                              | Dark Thane                                                | Jeff Crook                                                         | 2003-11          | 0-7869-2941-3    |                  | |
|                                           |                  |                                                    | Age of Mortals                              | Prisoner of Haven                                         | Nancy Varian Berberick                                             | 2004-06          | 0-7869-3327-5    |                  | |
|                                           |                  |                                                    | Age of Mortals                              | Wizards' Conclave                                         | Douglas Niles                                                      | 2004-07          | 0-7869-3351-8    |                  | |
|                                           |                  |                                                    | Age of Mortals                              | The Lake of Death                                         | Jean Rabe                                                          | 2004-10          | 0-7869-3364-8    |                  | |
|                                           |                  |                                                    | Ergoth                                      | A Warrior's Journey                                       | Paul B. Thompson & Tonya C. Cook                                   | 2003-05          | 0-7869-2965-0    |                  | |
|                                           |                  |                                                    | Ergoth                                      | The Wizard's Fate                                         | Paul B. Thompson & Tonya C. Cook                                   | 2004-02          | 0-7869-3214-7    |                  | |
|                                           |                  |                                                    | Ergoth                                      | A Hero's Justice                                          | Paul B. Thompson & Tonya C. Cook                                   | 2004-12          | 0-7869-3397-6    |                  | |
|                                           |                  |                                                    | Minotaur Wars                               | Night of Blood                                            | Richard A. Knaak                                                   | 2003-06          | 0-7869-2938-3    |                  | |
|                                           |                  |                                                    | Minotaur Wars                               | Tides of Blood                                            | Richard A. Knaak                                                   | 2004-04          | 0-7869-3637-1    |                  | |
|                                           |                  |                                                    | Minotaur Wars                               | Empire of Blood                                           | Richard A. Knaak                                                   | 2005-05          | 0-7869-3978-8    |                  | |
|                                           |                  |                                                    | Linsha                                      | City of the Lost                                          | Mary H. Herbert                                                    | 2003-08          | 0-7869-2986-3    |                  | |
|                                           |                  |                                                    | Linsha                                      | Flight of the Fallen                                      | Mary H. Herbert                                                    | 2004-09          | 0-7869-3245-7    |                  | |
|                                           |                  |                                                    | Linsha                                      | Return of the Exile                                       | Mary H. Herbert                                                    | 2005-02          | 0-7869-3628-2    |                  | |
|                                           |                  |                                                    | Dragonlance Legends                         | The Annotated Legends                                     | Margaret Weis & Tracy Hickman                                      | 2003-09          | 0-7869-2992-8    |                  | New edition |
|                                           |                  |                                                    | Dragonlance Legends                         | The Annotated Legends                                     | Margaret Weis & Tracy Hickman                                      | 2005-09          | 0-7869-3974-5    |                  | New edition |
|                                           |                  |                                                    | Dragonlance Legends                         | Dragonlance Legends Trilogy                               | Margaret Weis & Tracy Hickman                                      | 2011-09          | 0-7869-5839-1    |                  | New edition |
|                                           |                  |                                                    | Rise of Solamnia                            | Lord of the Rose                                          | Douglas Niles                                                      | 2005-03          | 0-7869-3146-9    |                  | |
|                                           |                  |                                                    | Rise of Solamnia                            | The Crown and the Sword                                   | Douglas Niles                                                      | 2006-06          | 0-7869-3788-2    |                  | |
|                                           |                  |                                                    | Rise of Solamnia                            | The Measure and the Truth                                 | Douglas Niles                                                      | 2007-01          | 0-7869-4247-9    |                  | |
|                                           |                  |                                                    | Taladas                                     | Blades of the Tiger                                       | Chris Pierson                                                      | 2005-04          | 0-7869-3569-3    |                  | |
|                                           |                  |                                                    | Taladas                                     | Trail of the Black Wyrm                                   | Chris Pierson                                                      | 2006-04          | 0-7869-3979-6    |                  | |
|                                           |                  |                                                    | Taladas                                     | Shadow of the Flame                                       | Chris Pierson                                                      | 2007-06          | 0-7869-4254-1    |                  | |
|                                           |                  |                                                    | Elven Exiles                                | Sanctuary                                                 | Paul B. Thompson & Tonya C. Cook                                   | 2005-10          | 0-7869-3817-9    |                  | |
|                                           |                  |                                                    | Elven Exiles                                | Alliances                                                 | Paul B. Thompson & Tonya C. Cook                                   | 2006-10          | 0-7869-4076-9    |                  | |
|                                           |                  |                                                    | Elven Exiles                                | Destiny                                                   | Paul B. Thompson & Tonya C. Cook                                   | 2007-09          | 0-7869-4273-8    |                  | |
|                                           |                  |                                                    | Champions                                   | Saving Solace                                             | Douglas W. Clark                                                   | 2006-01          | 0-7869-3977-X    |                  | |
|                                           |                  |                                                    | Champions                                   | The Alien Sea                                             | Lucien Soulban                                                     | 2006-08          | 0-7869-4082-4    |                  | |
|                                           |                  |                                                    | Champions                                   | The Great White Wyrm                                      | Peter Archer                                                       | 2007-03          | 0-7869-4260-6    |                  | |
|                                           |                  |                                                    | Champions                                   | Protecting Palanthas                                      | Douglas W. Clark                                                   | 2007-10          | 0-7869-4808-6    |                  | |
|                                           |                  |                                                    | The Stonetellers                            | The Rebellion                                             | Jean Rabe                                                          | 2007-08          | 0-7869-4280-0    |                  | |
|                                           |                  |                                                    | The Stonetellers                            | Death March                                               | Jean Rabe                                                          | 2008-08          | 0-7869-4917-1    |                  | |
|                                           |                  |                                                    | The Stonetellers                            | Goblin Nation                                             | Jean Rabe                                                          | 2009-10          | 0-7869-5153-2    |                  | |
|                                           |                  |                                                    | Dwarf Home                                  | The Secret of Pax Tharkas                                 | Douglas Niles                                                      | 2007-11          | 0-7869-4789-6    |                  | |
|                                           |                  |                                                    | Dwarf Home                                  | The Heir of Kayolin                                       | Douglas Niles                                                      | 2008-10          | 0-7869-5003-X    |                  | |
|                                           |                  |                                                    | Dwarf Home                                  | The Fate of Thorbardin                                    | Douglas Niles                                                      | 2010-01          | 0-7869-5150-5    |                  | |
|                                           |                  |                                                    | Ogre Titans                                 | The Black Talon                                           | Richard A. Knaak                                                   | 2007-12          | 0-7869-4299-1    |                  | |
|                                           |                  |                                                    | Ogre Titans                                 | The Fire Rose                                             | Richard A. Knaak                                                   | 2008-12          | 0-7869-4968-6    |                  | |
|                                           |                  |                                                    | Ogre Titans                                 | The Gargoyle King                                         | Richard A. Knaak                                                   | 2009-12          | 0-7869-5238-5    |                  | |
|                                           |                  |                                                    | Anvil of Time                               | The Sellsword                                             | Cam Banks                                                          | 2008-04          | 0-7869-4722-5    |                  | |
|                                           |                  |                                                    | Anvil of Time                               | The Survivors                                             | Dan Willis                                                         | 2008-11          | 0-7869-4723-3    |                  | |
|                                           |                  |                                                    | Anvil of Time                               | Renegade Wizards                                          | Lucien Soulban                                                     | 2009-03          | 0-7869-5065-X    |                  | |
|                                           |                  |                                                    | Anvil of Time                               | The Forest King                                           | Paul B. Thompson                                                   | 2009-06          | 0-7869-5123-0    |                  | |

## Anthologien und Kurzgeschichten
Parallel zu den Romanen erschienen von verschiedenen Autoren Anthologien und Kurzgeschichten rund um das Drachenlanze-Universum, teils mit Überschneidungen zu anderen Fantasy-Universen wie Forgotten Realms und Magic: The Gathering. 
Ins Deutsche Übersetzt wurden hiervon nur die Reihe Tales (I) unter der deutschen Bezeichnung „Die Geschichte der Drachenlanze“. Der Übersicht halber wurde diese Reihe in der oberen Tabelle (Romane und Taschenbücher) aufgelistet.
| Reihe (US)             | Titel (US)                                                      | Autor(en) | Veröffentlichung       | ISBN (US)              |
| nicht übersetzte Werke | nicht übersetzte Werke                                          | nicht übersetzte Werke | nicht übersetzte Werke | nicht übersetzte Werke |
| ---------------------- | --------------------------------------------------------------- | --- | ---------------------- | ---------------------- |
| Tales (II)             | The Reign of Istar                                              | - Bearbeitet von Margaret Weis and Tracy Hickman - Kurzgeschichten von Michael Williams, Richard A. Knaak, Nick O'Donohoe, Roger E. Moore, Douglas Niles, Nancy Varian Berberick, Dan Parkinson, and Margaret Weis & Tracy Hickman | 1992-04                | 1-56076-326-4          |
| Tales (II)             | The Cataclysm                                                   | - Bearbeitet von Margaret Weis and Tracy Hickman - Kurzgeschichten von Michael Williams & Teri Williams, Mark Anthony, Todd Fahnestock, Nick O'Donohoe, Richard A. Knaak, Dan Parkinson, Roger E. Moore, Paul B. Thompson & Tonya R. Carter, Douglas Niles, and Margaret Weis & Tracy Hickman                                             | 1992-07                | 1-56076-430-9          |
| Tales (II)             | The War of the Lance                                            | - Bearbeitet von Margaret Weis and Tracy Hickman - Kurzgeschichten von Michael Williams, Roger E. Moore, Nick O'Donohoe, Dan Parkinson, Jeff Grubb, Nancy Varian Berberick, Mark Anthony, Richard A. Knaak, Douglas Niles, and Margaret Weis & Tracy Hickman                                                                              | 1992-11                | 1-56076-431-7          |
| Dragons Anthologies    | The Dragons of Krynn                                            | - Bearbeitet von Margaret Weis and Tracy Hickman - Kurzgeschichten von Michael Williams & Teri Williams, Nancy Varian Berberick, Mickey Zucker Reichert, Douglas Niles, Robert E. Moore, Nick O'Donohoe, Jeff Grubb, Janet Pack, Amy Stout, Don Perrin, Dan Harnden, Richard A. Knaak, Linda P. Baker, Margaret Weis, and Kevin Stein     | 1994-03                | 1-56076-830-4          |
| Dragons Anthologies    | The Dragons at War                                              | - Bearbeitet von Margaret Weis and Tracy Hickman - Kurzgeschichten von Michael Williams, Mark Anthony, Adam Lesh, Chris Pierson, Linda P. Baker, Janet Pack, Kevin T. Stein, Teri McLaren, J. Robert King, Jeff Grubb, Nick O'Donohoe, Don Perrin & Margaret Weis, Roger E. Moore, and Douglas Niles                                      | 1996-05                | 0-7869-0491-7          |
| Dragons Anthologies    | The Dragons of Chaos                                            | - Bearbeitet von Margaret Weis and Tracy Hickman - Kurzgeschichten von Sue Weinlein Cook, Mark Anthony, Linda P. Baker, Richard A. Knaak, Kevin T. Stein, Adam Lesh, Teri McLaren, Jean Rabe, Janet Pack, Nick O'Donohoe, Roger E. Moore, Chris Pierson, Jeff Grubb, Margaret Weis & Don Perrin, and Douglas Niles                        | 1998-01                | 0-7869-0681-2          |
| Tales of the Fifth Age | Relics and Omens                                                | - Bearbeitet von Margaret Weis and Tracy Hickman - Kurzgeschichten von Douglas Niles, Nancy Varian Berberick, Richard Knaak, Robyn McGrew, Janet Pack, Kevin T. Stein, Nick O'Donohoe, Jean Rabe, William W. Connors & Sue Weinlein Cook, Jeff Crook, Jeff Grubb, Paul B. Thompson, Roger E. Moore, and Margaret Weis & Don Perrin        | 1998-04                | 0-7869-1169-7          |
| Tales of the Fifth Age | Heroes and Fools                                                | - Bearbeitet von Margaret Weis and Tracy Hickman - Kurzgeschichten von Janet Pack, Miranda Horner, Giles Custer & Todd Fahnestock, Jeff Grubb, Nancy Varian Berberick, Paul B. Thompson, Kevin James Kage, Nick O'Donohoe, Linda P. Baker, Richard A. Knaak, Jean Rabe, Douglas Niles, Roger E. Moore, and Margaret Weis & Don Perrin     | 1999-07                | 0-7869-1346-0          |
| Tales of the Fifth Age | Rebels and Tyrants                                              | - Bearbeitet von Margaret Weis and Tracy Hickman - Kurzgeschichten von Scott M. Buraczewski, Paul B. Thompson, Don Perrin, Linda P. Baker, Kevin T. Stein, Jeff Crook, Kevin Kage, Jean Rabe, Nancy Varian Berberick, John Grubber, Chris Pierson, Richard A. Knaak, and Margaret Weis                                                    | 2000-04                | 0-7869-1676-1          |
|                        | The Search for Magic: Tales from the War of Souls               | - Bearbeitet von Margaret Weis and Tracy Hickman - Kurzgeschichten von Brian Murphy, Nancy Varian Berberick, Linda P. Baker, Nick O'Donohoe, Paul B. Thompson, Jeff Crook, Kevin T. Stein, Jean Rabe, Richard A. Knaak, Don Perrin, Donald Bingle                                                                                         | 2001-10                | 0-7869-1899-3          |
|                        | The Players of Gilean: Tales from the World of Krynn            | - Bearbeitet von Margaret Weis and Tracy Hickman - Kurzgeschichten von Douglas Niles, Fergus Ryan, Paul B. Thompson, Donald J. Bingle, Richard A. Knaak, Aron Eisenberg & Jean Rabe | 2003-02                | 0-7869-2920-0          |
|                        | The Search for Power: Dragons from the War of Souls             | - Bearbeitet von Margaret Weis - Kurzgeschichten von Mark Sehestedt, Richard A. Knaak, Nancy Varian Berberick, John Helfers, Jamie Chambers, Dan Willis, Douglas W. Clark, Jean Rabe, Jeff Grubb, Lucien Soulban, Miranda Horner, Kevin T. Stein, Paul B. Thompson, and Douglas Niles                                                     | 2004-05                | 0-7869-3193-0          |
|                        | Dragons: Worlds Afire                                           | - 4 Kurzgeschichten von R. A. Salvatore, Margaret Weis & Tracy Hickman, Keith Baker and Scott McGough. - Die Kurzgeschichten handeln in den fiktiven Welten Forgotten Realms (Salvatore), Drachenlanze (Weis & Hickman), Eberron (Baker) sowie Magic: The Gathering (McGough).                                                            | 2006-06                | 0-7869-4166-9          |
|                        | Dragons of Time                                                 | - Bearbeitet von Margaret Weis and Tracy Hickman (Hickman is only mentioned on the cover, not inside the book.) - Kurzgeschichten von Lizz Weis, Cam Banks, Paul B. Thompson, Jean Rabe, Douglas W. Clark, Rachel Gobar, Jake Bell, Kevin T. Stein, Richard A. Knaak, Lucien Soulban, Mary H. Herbert, and Miranda Horner & Margaret Weis | 2007-04                | 0-7869-4295-9          |
|                        | The Best of Tales, Volume One                                   | - Bearbeitet von Margaret Weis and Tracy Hickman - Containing material from the first three Tales anthologies and one new story by Margaret Weis & Aron Eisenberg. | 2000-02                | 0-7869-1567-6          |
|                        | The Best of Tales, Volume Two                                   | - Bearbeitet von Margaret Weis and Tracy Hickman - Containing material from the second three Tales anthologies and one new RPG adventure by Tracy Hickman. | 2002-01                | 0-7869-2700-3          |
|                        | Dragons in the Archives: The Best of Weis and Hickman Anthology | - Aside from the short stories by Margaret Weis and Tracy Hickman taken mostly from different Tales and Dragons Anthologies, the book also features short flashbacks by Jeff Grubb, Douglas Niles, Michael Williams, Jean Blashfield Black, and Jamie Chambers, mostly on how Dragonlance originally came to be.                          | 2004-11                | 0-7869-3669-4          |

## Young Adult Readers Novels
Die Romanreihe Young Adult Readers wurde ab 2023 speziell für Kinder/Jugendliche aufgesetzt
| Reihe (US)             | Titel (US)                 | Autor(en)                     | Veröffentlichung       | ISBN (US)              |
| nicht übersetzte Werke | nicht übersetzte Werke     | nicht übersetzte Werke        | nicht übersetzte Werke | nicht übersetzte Werke |
| ---------------------- | -------------------------- | ----------------------------- | ---------------------- | ---------------------- |
| Young Adult Chronicles | A Rumor of Dragons         | Margaret Weis & Tracy Hickman | 2003-06                | 0-7869-3087-X          |
| Young Adult Chronicles | Night of the Dragons       | Margaret Weis & Tracy Hickman | 2003-06                | 0-7869-3090-X          |
| Young Adult Chronicles | The Nightmare Lands        | Margaret Weis & Tracy Hickman | 2003-10                | 0-7869-3093-4          |
| Young Adult Chronicles | To the Gates of Palanthas  | Margaret Weis & Tracy Hickman | 2003-10                | 0-7869-3096-9          |
| Young Adult Chronicles | Hope's Flame               | Margaret Weis & Tracy Hickman | 2003-10                | 0-7869-3099-3          |
| Young Adult Chronicles | A Dawn of Dragons          | Margaret Weis & Tracy Hickman | 2004-03                | 0-7869-3102-7          |
| Elements               | Pillar of Flame            | Ree Soesbee                   | 2007-01                | 0-7869-4248-7          |
| Elements               | Queen of the Sea           | Ree Soesbee                   | 2007-07                | 0-7869-4281-9          |
| Elements               | Tempest's Vow              | Ree Soesbee                   | 2008-04                | 0-7869-4796-9          |
| Elidor Trilogy         | Crown of Thieves           | Ree Soesbee                   | 2005-11                | 0-7869-3833-1          |
| Elidor Trilogy         | The Crystal Chalice        | Ree Soesbee                   | 2006-03                | 0-7869-3994-7          |
| Elidor Trilogy         | City of Fortune            | Ree Soesbee                   | 2006-07                | 0-7869-4026-3          |
| Goodlund Trilogy       | Warrior's Heart            | Stephen D. Sullivan           | 2006-11                | 0-7869-4187-1          |
| Goodlund Trilogy       | Warrior's Blood            | Stephen D. Sullivan           | 2007-05                | 0-7869-4300-9          |
| Goodlund Trilogy       | Warrior's Bones            | Stephen D. Sullivan           | 2007-11                | 0-7869-4268-1          |
| New Adventures         | Temple of the Dragonslayer | Tim Waggoner                  | 2007-04                | 0-7869-3321-6          |
| New Adventures         | The Dying Kingdom          | Stephen D. Sullivan           | 2004-07                | 0-7869-3324-0          |
| New Adventures         | The Dragon Well            | Dan Willis                    | 2004-09                | 0-7869-3354-2          |
| New Adventures         | Return of the Sorceress    | Tim Waggoner                  | 2004-11                | 0-7869-3385-2          |
| New Adventures         | Dragon Sword               | Ree Soesbee                   | 2005-01                | 0-7869-3578-2          |
| New Adventures         | Dragon Day                 | Stan Brown                    | 2005-03                | 0-7869-3622-3          |
| New Adventures         | Dragon Knight              | Dan Willis                    | 2005-05                | 0-7869-3735-1          |
| New Adventures         | Dragon Spell               | Jeff Sampson                  | 2005-07                | 0-7869-3744-0          |
| Suncatcher Trilogy     | The Wayward Wizard         | Jeff Sampson                  | 2006-09                | 0-7869-4163-4          |
| Suncatcher Trilogy     | The Ebony Eye              | Jeff Sampson                  | 2007-03                | 0-7869-4255-8          |
| Suncatcher Trilogy     | The Stolen Sun             | Jeff Sampson                  | 2007-09                | 0-7869-4291-6          |
| Trinistyr Trilogy      | Wizard's Curse             | Christina Woods               | 2005-10                | 0-7869-3794-7          |
| Trinistyr Trilogy      | Wizard's Betrayal          | Jeff Sampson                  | 2006-10                | 0-7869-3993-1          |
| Trinistyr Trilogy      | Wizard's Return            | Dan Willis                    | 2006-05                | 0-7869-4025-5          |